# Rappeneck
Das Rappeneck ist ein Berg im südlichen Schwarzwald mit einer Höhe von 1010,4 m ü. NHN. Es liegt zwischen dem Gipfel des Schauinslands (1284 m ü. NHN) im Süden, dem Dreisamtal im Norden, der Gemeinde Oberried im Osten und dem Kappler Tal im Westen.

## Sport- und Freizeitmöglichkeiten
Das Rappeneck ist durch ein umfangreiches Wanderwegenetz erschlossen. 1995 war das Rappeneck der Startpunkt des Downhill-Wettbewerbs der Mountainbike-Weltmeisterschaften im nahegelegenen Kirchzarten.

## Der Rappenecker Hof
|  |  |

Auf dem Gipfel des Rappenecks befindet sich die Rappenecker Hütte, die als Europas erste solarbetriebene Gaststätte gilt. Der seit dem 17. Jahrhundert bestehende, denkmalgeschützte Rappenecker Hof, ein typischer Schwarzwaldhof, wurde 1987 vom Fraunhofer-Institut für Solare Energiesysteme Freiburg im Breisgau mit einer Photovoltaikanlage ausgestattet. Zusammen mit einem Windrad und einer Brennstoffzelle (ab 2003) wird der Hof, die nie ans öffentliche Stromnetz angeschlossen wurde, ausschließlich aus erneuerbaren Energiequellen versorgt.

Ende 2019 wurde der Rappenecker Hof geschlossen. Im Oktober 2020 trafen sich Pächterin und Verpächter vor dem Freiburger Landgericht. Die Pächterin sagte, das Energiekonzept sei mit ihrem anspruchsvollen Gastronomiekonzept nicht zu verwirklichen gewesen, und wollte für die aus ihrer Sicht notwendigen Investitionen entschädigt werden. Die Verpächter bestanden auf ausstehenden Pachtzahlungen. Bei einer dritten Verhandlung im November 2021 kam es zu einem Vergleich. Seit 2021 ist der Rappenecker Hof wieder bewirtschaftet.